# 青少年相談員
青少年相談員（せいしょうねんそうだんいん）とは、青少年教育の一環として埼玉県と千葉県が定めている制度。

## 埼玉県の制度
埼玉県では、1964年に創始され、18歳から35歳までの青年を、各市町村長が推薦し、埼玉県知事が委嘱する。任期は2年。
各市町村に独立した組織があり、地域の少年や、青年に対する「友達活動」をし、「話し相手」になるとされる。
特徴は、地域密着主義。活動場所は、在住・在勤・在学地とされているが、在住地が優先され、在住地に青少年相談員組織があるにも拘らず、在勤・在学地で活動する場合には、在住地の組織及び埼玉県庁青少年課の承認が必要とされる。
青少年を対象にした活動は、市町村によって異なるものの、夏のキャンプや冬のスケート事業やクリスマス会などが中心となる。その他、子ども会や各種教育団体や自治体からの直接の依頼の行事などもあり、さらに他団体相談員同士の交流もあり、会議に参加すれば、週1回は必ず会うことができる。
また、年齢層が比較的若年層ということもあり、他の教育団体に比し学生も多いことから平均年齢も若く、比較的柔軟な動きができることからか、絶えず「青少年相談員参加」の門戸を開いていることが特徴である。

## 千葉県の制度
千葉県では、1963年に定められた。青少年の相談相手として25歳から55歳までの青年を町内会長、市町村長により推薦され、千葉県知事及び各市町村長によって委嘱される。
任期は3年。すでに委嘱されている者であれば45歳を越えても2期まで継続できる。
千葉県、各地域振興事務所及び各市町村単位で青少年相談員連絡協議会をおき、協議会ごとに独自の活動を行う。
地域の健全育成協議会や子供会、その他の青少年育成関係の団体と共に活動することもある。
埼玉県と同じく、キャンプ等の屋外活動や、スポーツ活動、文化活動がある。随時青少年の相談に乗るほか、パトロールを行なって非行を防いでいる。
各市町村により異なってはいるが埼玉県と異なり年齢上限が高いためか、町内会やPTA活動などをすでに行っている相談員が多いように見られ、地元の祭りなど、各種行事でも、中心となって活動している。